# Литвиненко, Николай Евгеньевич
Николай Евгеньевич Литвиненко (8 января 1924, деревня Покровка, Емельяновский район, Красноярский край — 9 сентября 2016) — полный кавалер ордена Славы, один из 29 полных кавалеров, награждённых четырьмя орденами Славы.

## Биография
Родился 8 января 1924 года в деревне Покровка (ныне Емельяновского района Красноярского края) в крестьянской семье. Русский. Окончил 7 классов. Работал в литейном цехе на заводе в городе Красноярске.
В Красной Армии с 1942 года. Окончив сержантские курсы в Чкаловской (ныне Оренбургской) области, попросил определить его в войска связистом-морзистом, потому что хорошо овладел азбукой Морзе. В боях Великой Отечественной войны с октября 1943 года. Направлен связистом в составе роты связи 1253-го стрелкового полка 379-й стрелковой дивизии Калининского фронта. Принял боевое крещение под городом Пустошкой.
Телефонист взвода связи 1-го стрелкового батальона 1253-го стрелкового полка (379-я стрелковая дивизия, 6-я гвардейская армия, 2-й Прибалтийский фронт) красноармеец Н. Е. Литвиненко 31 января 1944 года северо-западнее города Невель Псковской области под огнём противника устранил свыше двадцати порывов на линии связи. За мужество и отвагу, проявленные в боях, 9 февраля 1944 года красноармеец Литвиненко Николай Евгеньевич награждён орденом Славы III степени (№ 15200).
За мужество и отвагу, проявленные в боях при освобождении Риги, 16 декабря 1944 года красноармеец Литвиненко Николай Евгеньевич награждён орденом Славы II степени (вручен после окончания войны).
Телефонист взвода связи 3-го стрелкового батальона 904-го стрелкового полка (245-я стрелковая дивизия, 59-я армия, 1-й Украинский фронт) младший сержант Н. Е. Литвиненко 7 февраля 1945 года в районе города Пенцих (Германия) в сложных условиях боя обеспечил бесперебойную связь командованию, устранив под вражеским огнём свыше полутора десятков порывов на линии, в схватке истребил около десяти солдат противника, за что 11 февраля 1945 года повторно награждён орденом Славы III степени.
5 марта 1945 года у деревни Розенгрунд на оппельнском направлении (Германия) телефонист взвода связи 3-го стрелкового батальона 904-го стрелкового полка (245-я стрелковая дивизия, 59-я армия, 1-й Украинский фронт) младший сержант Н. Е. Литвиненко свыше пятнадцати раз восстанавливал под огнём повреждённую линию связи, при отражении контратаки уничтожил четырёх солдат и офицера противника. За мужество и отвагу, проявленные в боях, 29 марта 1945 года красноармеец Литвиненко Николай Евгеньевич повторно награждён орденом Славы II степени (№ 31235).
Демобилизован в 1947 году. Вернулся в село Миндерла Сухобузимского района Красноярского края. 28 лет работал егерем Миндерленского участка.
По ходатайству военного комиссара Красноярского края Павла Кашинова Указом Президиума Верховного Совета СССР от 7 июня 1968 года «за образцовое выполнение заданий командования в боях с немецко-фашистскими захватчиками» Литвиненко Николай Евгеньевич перенаграждён орденом Славы I степени (№ 2992) вместо ордена Славы III степени от 11 февраля 1945 года.
Краевые власти выделили Н. Е. Литвиненко квартиру в Красноярске, но он уезжать из родной деревни не стал. Проживал в Миндерле. Скончался 9 сентября 2016 года.

## Награды
- Орден Отечественной войны I степени (1985)
- орден Славы I степени (№ 2992 — 7 июня 1968)
- два ордена Славы II степени (16 декабря 1944; № 31235 — 29 марта 1945)
- орден Славы III степени (№ 15200 — 9 февраля 1944)
- медали

## Оценки и мнения
Николаю Литвиненко удалось выжить во всех передрягах, несмотря на то, что он воевал на передовой и за спины товарищей не прятался. По его словам, два ключевых фактора помимо госпожи фортуны этому способствовали. Он воспользовался двумя главными заветами, которые вынес из училища и узнал от «стариков» в первые дни на фронте. Первое — надо не просто бегать, а бегать очень быстро, чтобы противник промахивался, стреляя по нему, снующему между окопами. А быстро бегать с тяжёлой катушкой с проводом за спиной, увы, нелегко. Но Литвиненко бегал быстро. И второе — он получил прекрасные навыки от одного из преподавателей училища классического русского штыкового боя.
— Илья Наймушин (12 мая 2011). Кавалер на квадроцикле. Красноярский рабочий. Дата обращения: 1 апреля 2012.